# 贊比亞華人
赞比亚華人在最近10年增長迅速，根據民政事務部在議會提出提供應對問題的數據時指在2014年9月有19845位華人生活在贊比亞。

## 歷史
在1970至1975年中國打造坦贊鐵路時有成千上萬的中國工人臨時遷移到贊比亞。
改革開放後，華人開始到贊比亞投資礦業，但華人在當地勢力大增形成政治問題。

## 商業
隨著中贊的貿易關係起飛，在2000年的貿易額從1億美元到2010年增長到2.8億美元。
華人在贊比亞的投資主要是大型採礦企業和基礎設施，但也包括零售，甚至農業等領域。
中國投資採礦業在贊比亞的投資相當可觀，同時也伴隨中國的工人和管理，已出現他們和當地的工人之間關係緊張，2010年2月中國的煤礦經理被贊比亞當地工人謀殺。